# Nicht-Ort
Als Nicht-Ort (französisch non-lieu) bezeichnet der französische Anthropologen Marc Augé städtebauliche Räume ohne eigene Identität, insbesondere moderne, beliebig gestaltete Allerweltsräume ohne echte regionale oder historische Bezüge. Nicht-Orte sind insbesondere mono-funktional genutzte Flächen im urbanen und suburbanen Raum wie Einkaufszentren (Shopping Malls), Autobahnen, Bahnhöfe und Flughäfen. Der Unterschied zum traditionellen, insbesondere anthropologischen Ort besteht im Fehlen von Geschichte, Relation und Identität sowie unter Umständen kommunikativer Verwahrlosung.

## Vorläufer einer Theorie der Nicht-Orte
Bereits vor Marc Augé beschäftigten sich Wissenschaftler mit dem Wandel des städtischen Raumes. Der kanadische Geograph Edward Relph untersuchte beispielsweise in place and placelessness (1976) die Bedeutung von Orten, wobei er eine zunehmende Ortslosigkeit in Bezug auf ausgewählte städtische Bereiche feststellen konnte:
„[The] weakening of the identity of places to the point where they not only look alike but feel alike and offer the same bland possibilities for experience“ (Relph 1976, 90).
Michel Foucault bezeichnet Orte, an denen sich die gesellschaftlichen Verhältnisse auf besondere Weise reflektieren und die teilweise eigenen Normen und Regeln folgen als Heterotopien. 
Darunter versteht Foucault auch Orte für Menschen in besonderen Situationen (crisis heterotopia) wie Seniorenheime oder Krankenhäuser. Im Unterschied zu öffentlichen oder halb-öffentlichen Nicht-Orten unterliegen Heterotopoi teilweise einem beschränkten Zugang:

„In general, the heterotopic site is not freely accessible like a public place. Either the entry is compulsory, as in the case of entering a barracks or a prison, or else the individual has to submit to rites and purifications. To get in one must have a certain permission and make certain gestures.“ (Foucault 1967)
Der Begriff Nicht-Ort wurde schließlich von Michel de Certeau in seinem Hauptwerk Kunst des Handelns geprägt. De Certeau setzt der Statik des Ortes die Dynamik des Raumes und des Nicht-Ortes entgegen, der nur etwas Vorübergehendes sei, nur temporär. „Gehen bedeutet, den Ort zu verfehlen.“ (De Certeau 1980, 197)

## Non-Lieux
In dem 1992 erschienenen Werk Non-Lieux. Introduction à une anthropologie de la surmodernité (Nicht-Orte) versucht Augé dem traditionellen Ort eine neue, dynamische Variante gegenüberzustellen. Der erste Teil des Buches beschäftigt sich daher mit der soziologischen Sichtweise des Ortes und gibt Einblick in Augés Zugang. Zentrales Thema in der Auseinandersetzung mit Ort bzw. Nicht-Ort ist der Bezug auf den anthropologischen Ort, der Augé dazu dient, das Modell des Nicht-Ortes zu konstruieren. Im zweiten Teil beschreibt er seine Theorie der Nicht-Orte.
„So wie ein Ort durch Identität, Relation und Geschichte gekennzeichnet ist, so definiert ein Raum, der keine Identität besitzt und sich weder als relational noch als historisch bezeichnen läßt, einen Nicht-Ort.“ (Augé 1994, 92)
Für Augé stellt der Nicht-Ort im Gegensatz zum Ort eine Schwächung der Funktionen dar: „Der Raum des Nicht-Ortes schafft keine besondere Identität und keine besondere Relation, sondern Einsamkeit und Ähnlichkeit.“ (Augé 1994, 121)
Zwanzig Jahre später befragte ein italienischer Anthropologe von der Universität Bergamo, Marco Lazzari, italienische Jugendlichen und zeigte, dass das Einkaufszentrum ein Ort ist, an dem junge Menschen nicht nur einkaufen, sondern auch Kontakte knüpfen, Freunde treffen und ihre Freizeit verbringen. Konsum-orientierte Personengruppen integrieren den Besuch des Einkaufszentrums in ihre alltäglichen Abläufe.